# Natalja Jakuschenko
Natalja Jakuschenko (* 2. März 1972 in Kiew) ist eine ehemalige ukrainische Rennrodlerin.
Natalja Jakuschenko rodelte seit 1982. Seit 1987 gehörte sie zunächst dem sowjetischen, nach der Auflösung der UdSSR dem ukrainischen Nationalkader an. Sie trat erstmals 1992 bei Olympischen Spielen an und belegte in Albertville wie auch zwei Jahre später in Lillehammer den achten Platz. 1998 wurde sie in Nagano Elfte. Danach machte sie eine längere Pause. 2006 startete sie in Turin zum vierten Mal bei Olympischen Spielen, stürzte jedoch im zweiten Durchgang.
2004/05 hatte Jakuschenko ein gutes Jahr, belegte im Gesamtweltcup den sechsten Platz und gewann die Gesamtwertung des Challenge-Cups. Auf ihrer Trainingsbahn in Sigulda wurde sie zudem Dritte. Das Ergebnis erreichte sie beim Rennen in Oberhof auch in der folgenden Saison, in Igls wurde sie zuvor sogar Zweite hinter Silke Kraushaar. Eine sehr gute Saison fuhr Jakuschenko 2006/07. In Winterberg wurde die Ukrainerin Dritte, in Sigulda Zweite. Im Gesamtweltcup belegte sie den fünften, in der Gesamtwertung des Rennrodel-Challenge-Cup 2006/07 den zweiten Platz.
Bei den Rennrodel-Weltmeisterschaften 1990 gewann sie die Bronzemedaille mit der sowjetischen Mannschaft. 2005 wurde sie in Park City Fünfte, 2007 in Igls Sechste. Die Europameisterschaft 2006 in Winterberg beendete Jakuschenko als Vierte hinter den deutschen Starterinnen.
Die Saison 2008/09 war die erfolgreichste Saison ihre Karriere. Sowohl im Gesamtweltcup, als auch im Challenge-Cup erreichte sie den 5. Platz. Bei den Rennrodel-Weltmeisterschaften 2009 in Lake Placid konnte sie die Bronzemedaille im Dameneinzel gewinnen. Bei ihren fünften Olympischen Spielen 2010 in Vancouver wurde sie Elfte im Einzelwettbewerb.